# Hépar
Hépar est une marque d'eau minérale appartenant à Nestlé Waters, division « Eaux » du groupe suisse Nestlé depuis 1992. Hépar fait partie de la société des eaux de Vittel, comprenant Vittel et Contrex.
Hépar appartient au groupe des eaux très minéralisées, en particulier en magnésium. Depuis 2025, elle fait l'objet de vives critiques suite à une pollution aux microplastiques liée à des décharges sauvages.

## Historique
En 1873, Louis Bouloumié, ancien homme politique et avocat de formation, déjà propriétaire de la source de Gérémoy à Vittel dans les Vosges (Est de la France) découvre la source salée à 3 km à l'est de la première source, une eau très riche en sels minéraux.
Le 25 mars 1875, l'autorisation gouvernementale d'exploiter la source est obtenue.
En 1879, Louis Bouloumié décède et la source est reprise par son fils Amboise Bouloumié.
En 1882, la Société générale des eaux minérales de Vittel (SGEMV) est créée et regroupe Vittel et Hépar.
En 1903, Amboise Bouloumié décède. La même année, le 29 décembre, la source est déclarée d'intérêt public.
En 1913, Jean Bouloumié succède à son père.
En 1920, l'eau est rebaptisée Hépar et vendue dans des bouteilles carrées en grès.
Dans les années 1930, avec l’essor du thermalisme à Vittel, Hépar est vendue en bouteille de verre pour permettre aux curistes de prolonger la cure à domicile.
En 1952, Jean Bouloumié décède et sa sœur Germaine Bouloumié lui succède à la tête de l'entreprise.
En 1968, la première bouteille en PVC est produite.
En 1969, le groupe suisse Nestlé entre dans son capital, à hauteur de 30 %.
En 1979, Guy de la Motte-Bouloumié, neveu de Germaine, prend la succession de la source.
En 1990, au même titre que Perrier, la découverte dans l'eau Hépar de traces d’alcane, un hydrocarbure, entraîne un retrait de quelques centaines de bouteilles en Gironde, en Bretagne et dans la région marseillaise.
En 1992, Nestlé rachète la société des eaux de Vittel et l'intègre dans sa division Eaux : Nestlé Waters.
En 1995, est produite la première bouteille en PET.

## Mises en cause
Le 16 novembre 2022, des tests sont organisés, dans l'usine des Vosges de la marque Hépar. L'eau du captage est testée en amont des procédés de microfiltration (non légale) puis en aval après la microfiltration à 0,2 micromètre. Résultat les forages en amont sont contaminés par des bactéries coliformes et entérocoques (matières fécales). Les bactéries présentes dans l'eau avant filtration ne se retrouvent plus après mais cette pratique n'apporte pas de garantie sanitaire suffisante.
En mai 2025, le préfet des Vosges met en demeure Nestlé Waters de retirer ses systèmes de microfiltration à 0,2 micron sous deux mois, pour se mettre en conformité avec la réglementation sur les eaux minérales naturelles. Le site des Vosges où sont produites les eaux Hépar et Contrex, s'est conformé aux règles en mettant en place un nouveau dispositif de microfiltration à 0,45 micron.
En novembre 2025 le groupe Nestlé Waters doit être jugé devant le tribunal correctionnel de Nancy pour abandon illégal de déchets et décharges sauvages dans les Vosges. Il est accusé d'avoir laissé dans la nature des bouteilles d'eau, de verre et de polymères entre 2021 et 2024, pour un volume de 346 000 mètres cubes à Contrexeville et de 27 000 mètres cubes à Saint-Ouen-Lès-Parey et aussi à  They-sous-Montfort et Crainvilliers pour un total de 473 700 mètres cubes provoquant une dégradation substantielle de l’environnement ». Suivant une information de Mediapart s'appuyant sur une enquête de l’Office français de la biodiversité et de l’Office central de lutte contre les atteintes à l'environnement et à la santé publique (Oclaesp), une pollution aux microplastiques s'en est suivie dans les eaux Contrex et Hépar ce que conteste la société,,.

## Situation
Sa source se situe à Vittel dans le département des Vosges à 3 km à l'est de la grande source de Vittel.

## Propriétés et composition analytique
- Extrait sec à 180 °C : 2 513 mg/l
- pH : 7,2

| Espèce       | Formule | Teneur (mg/l), |
| ------------ | ------- | -------------- |
| Bicarbonates | HCO3−   | 383,7          |
| Calcium      | Ca2+    | 549            |
| Chlorures    | Cl−     | 18,8           |
| Fluorures    | F−      | 0,4            |
| Magnésium    | Mg2+    | 119            |
| Nitrates     | NO3−    | 4,3            |
| Potassium    | K+      | 4,1            |
| Sodium       | Na+     | 14,2           |
| Sulfates     | SO42−   | 1 530          |

Hépar appartient au groupe des eaux très minéralisées, en particulier en magnésium.

## Production
Hépar est conditionnée dans la même usine que les eaux Vittel d'où sortent plus de deux milliards de bouteilles par an de Contrex, Vittel et Hépar.
Pour la marque Hépar, jusqu'à 800 000 mètres cubes par an peuvent être prélevés dans les nappes phréatiques. Cependant à cause des dégradations climatiques, le groupe est amené à réduire sa production. Ainsi d'après un communiqué du Groupe, « Nestlé Waters est confrontée (...) à des conditions climatiques qui se détériorent, avec des événements plus fréquents et plus intenses, tels que les sécheresses régulières suivies de fortes pluies, qui affectent les conditions d'exploitation de certains forages sur son site des Vosges ».